# スティーア
スティーア (伊: Stia) は、人口2,856人のイタリア共和国トスカーナ州アレッツォ県のコムーネに存在した基礎自治体（コムーネ）。
2014年1月1日に、プラトヴェッキオと合併して、プラトヴェッキオ・スティーアとなった。

## 文化・観光
「スローシティ」加盟都市である。